# Celso Lagar
Celso Lagar Arroyo (Ciudad Rodrigo, 1891-Sevilla, 1966) fue un pintor español de la primera generación de la Escuela de París, donde residió la mayor parte de su vida. Amigo de Modigliani, Apolliniari, Picasso y Max Jacob, en sus primeros años estuvo influenciado por casi todas las mismas corrientes vanguardistas, entre ellas el cubismo, fauvismo de los pintores de Montmartre y Montparnasse, Así lo demuestran muchas de sus pinturas en sus primeros años, dejando de lado o con pocas obras del posimpresionismo, el expresionismo y el surrealismo. Pintór desarraigado con su estilo principalmente paisajes, desnudos, bailarinas, toreros, gentes del circo, las escenas circenses fueron sus temáticas preferidas. Hacia 1925 empezó a desarrollar su particular forma de pintar. Primera gran exposición individual en Barcelona 1915 en la Galería Dalmau, donde dio a conocer el primer ismo español. En su catálogo se publicó un breve texto de Lagar en el que definía el planismo, una combinación de elementos fauvistas, cubistas y futuristas, un movimiento artístico de vanguardia que impulsó y del que fue su único practicante. Fue muy dependiente de su mujer, la escultora francesa Hortense Begué. En 1956 falleció su esposa y, afectado por su pérdida, dejó de pintar y fue internado en un hospital psiquiátrico. Si Quevedo o Modigliani fueron malditos en su tiempo, Celso Lagar fue "el último maldito de París".

## Biografía
En su Ciudad Rodrigo natal, donde trabajó como aprendiz de ebanista en el taller artesano de su padre (carpintería de Gumersindo Lagar) se marchó a Madrid teniendo una breve estancia donde frecuentó el Cason y el estudio del taller de uno de los mejores escultores del momento, Miguel Blay. su segundo maestro escultor después de su progenitor. De Madrid marchó a Barcelona probablemente a finales de 1910 para asistir al curso de la Escuela de Bellas Artes y desde allí dar el salto a París en marzo de 1911 para estudiar Escultura becado por el ayuntamiento de Ciudad Rodrigo aconsejado por Blay, donde conoció a Joseph Bernard, a su amigo Amedeo Modigliani y a su futura mujer, la escultora animalista francesa Hortense Begué. Será precisamente en ese momento cuando, paulatinamente, abandone la escultura en favor de la pintura. En 1913 tiene su Primera exposición individual en París, (esculturas y dibujos), en la Ashnur Galerie, situada en el Boulevart Raspail 
El estallido de la Primera Guerra Mundial supondrá, en la vida y obra de Celso Lagar, el inicio de una nueva etapa. Permaneció en Barcelona durante la guerra, donde logra un cierto reconocimiento, que le permite su regreso a París. En 1919 se asienta definitivamente en Francia. Su época hasta finales de los años 1930, es el momento de su mayor esplendor del artista. Consigue exponer sus obras en las mejores galerías parisinas, su producción es abundante y constante. Tanto en su residencia en París como en sus estancias, desde 1928, en Normandía desarrollará un producción artística con unos temas muy concretos: bodegones, reminiscencias españolas, paisajes y sus celebradas escenas circenses. Pasado ya el período de influencias vanguardistas de todo tipo (cubismo, fauvismo, vibracionismo, biologismo, simultaneísmo, ultraísta,...), Celso Lagar encontrará un camino propio marcado fundamentalmente por la inspiración goyesca y picasiana. El reconocimiento de crítica y público aumenta.
Con el inicio de la Segunda Guerra Mundial finalizará su época dorada. Lagar y Hortense son obligados a refugiarse en los Pirineos franceses en medio de unas condiciones de vida muy difíciles. Su regreso tras la liberación de París, no tuvo tanta repercusión. Lagar continuará con los mismos temas y técnicas de antes de la guerra pero el público ya busca nuevos contenidos. Poco a poco, el éxito se difumina y las penurias económicas afectan a la pareja.
En este momento, su mujer Hortense ingresa en el hospital Broca y en 1955 muere. Lagar cae en una profunda depresión e ingresará en el psiquiátrico de Sainte Anne. Su labor artística finaliza completamente. En ese momento, por orden judicial, se realizan dos subastas de las obras que permanecían en su taller, para pagar su estancia en el manicomio. En octubre de 1964 regresa a España viviendo en Sevilla con una hermana hasta su muerte el 6 de septiembre de 1966.
En 2016 los herederos de la propiedad intelectual del artista constituyeron el Archivo Celso Lagar, una organización creada con el propósito de proteger, desarrollar y promover el conocimiento de su obra. Destacando desde entonces las exposiciones realizadas en Ciudad Rodrigo en 2016 o el Museo de Gerona en 2021.

## Obra
Sus cuadros se encuentran en numerosos museos de toda Europa, como: La Rochelle, Museo Goya en Castres, Honfleur (Francia), Petit-Palais de Ginebra, Museo Nacional Centro de Arte Reina Sofía, la Casa Lis de Salamanca, Museo Carmen Thyssen (Málaga) y en prestigiosas colecciones como la de Crane Kallman (Londres) o Zborowski (París).
Fue ilustrador de varias revistas, entre ellas, las españolas Revista Nova, Un enemic del Poble y Troços.